# Justyn (Koloturos)
Justyn (gr. Μητροπολίτης ΙΟΥΣΤΙΝΟΣ, imię świeckie Joannis Koloturos) (ur. 16 października 1918, zm. 31 lipca 2023) – biskup Cerkwi Prawdziwych Prawosławnych Chrześcijan Hellady, od 1979 metropolita Euripu i Eubei.

## Życiorys
18 listopada 1946 otrzymał święcenia diakonatu, a trzy dni później prezbiteratu.  Posługiwał wówczas w parafii św. Spirydona w Lamii. 25 lutego 1979 otrzymał chirotonię biskupią jako metropolita Euripu i Eubei.